# Augustine Phillips
Augustine Phillips (mort en mai 1605) est un acteur anglais de la période élisabéthaine ayant appartenu à la troupe du lord chambellan, pour laquelle Shakespeare a vraisemblablement commencé à écrire. 

## Biographie
En dehors du fait que sa mère se prénommait Anne, on ignore tout de son enfance et de sa jeunesse. On ne sait pas non plus quand et comment Philipps a commencé sa carrière au théâtre.

### Troupe de lord Strange
Augustine Phillips a joué le rôle de Sardanapal dans la partie Paresse de la pièce Les Sept péchés capitaux (en), attribuée à Richard Tarlton, dans la troupe de lord Strange vers 1590. Son nom figure aussi sur l'autorisation de voyager de la troupe délivrée le 6 mai 1593 par le Conseil privé.
La mort soudaine de Ferdinando Stanley, lord Strange, en avril 1594, l'oblige à changer de patron. Le petit groupe d'acteurs, comprenant entre autres Richard Burbage, William Kempe et Shakespeare, se met sous la protection de Henry Carey, 1er baron Hunsdon, nommé depuis juillet 1585 lord Chambellan, fonction très importante dans le milieu du théâtre, puisque c'est lui qui est chargé de contrôler le contenu des pièces et d'en autoriser la production. Ce petit groupe d'acteurs va former le noyau de la troupe du lord chambellan.

### Troupe du lord chambellan
La troupe dispose à Shoreditch d'un théâtre, baptisé The Theatre, appartenant à James Burbage, mais construit sur un terrain loué, et elle joue aussi parfois à Cross Keys Inn, utilisant probablement le premier en été, et le second en hiver. 
George Carey meurt le 23 juillet 1596, son fils George lui succède, d'abord comme baron Hunsdon, la troupe devenant celle de lord Hunsdon, puis comme lord chambellan, la troupe reprenant alors son ancien nom.
Lorsque le bail du « Théâtre » s'achève en 1597, le bâtiment est démonté, et ses matériaux servent à bâtir à Southwark le théâtre du Globe. James Burbage étant mort entre-temps, ses fils Richard et Cuthbert reprennent l'affaire et, le 21 février 1599, divisent le capital en deux : une moitié pour eux et l'autre moitié répartie entre les principaux comédiens : Shakespeare, Phillips, Heminges, Pope et Kempe.
Avec cette troupe, le nom de Phillips apparaît sur les listes des acteurs des pièces Every Man in his Humor (1598) et de Every Man out of his Humor (1599), toutes deux de Ben Jonson.

### Affaire de la représentation deRichard II
Après l'échec de sa campagne en Irlande, Robert Devereux, comte d'Essex, rentre en Angleterre en septembre 1599 malgré l'interdiction expresse de la reine, et le favori tombe en disgrâce. Il est jugé pour désobéissance et désertion devant l'ennemi, et condamné à la résidence surveillée dans sa propre maison de Londres (en). Ses partisans projettent un coup d'État visant à renverser la reine, vieillissante et sans héritier, et à installer Essex à sa place. Pour cela, ils demandent à la troupe de lord Chamberlain de jouer le 7 février 1601, soit la veille de leur coup de force, une ancienne pièce de Shakespeare, Richard II, écrite en 1595. Cette pièce, au sujet sensible, puisqu'elle a été partiellement censurée – suppression de près de deux cents vers – pendant tout le règne d'Élisabeth Ire, raconte la déposition et la mort du roi Richard II et l'accession au trône de son vainqueur, Henry Bolingbroke, sous le nom de Henri IV. Les conjurés pensent que ce spectacle incitera les Londoniens à les soutenir ou, du moins, justifiera à leurs yeux leur action. Le complot échoue, Essex est jugé à nouveau et décapité le 25 février. Quelques jours avant son exécution, le 18 février 1601, Augustine Phillips, considéré comme le directeur général de la troupe, est convoqué devant le Conseil privé pour expliquer pourquoi il a accepté de faire jouer cette pièce. Phillips explique que les acteurs étaient réticents, considérant qu'il s'agissait d'une vieille pièce que personne ne voudrait revoir, et qu'ils allaient jouer devant une salle vide, et qu'ils avaient fini par accepter, car ils avaient été payés 2 livres – somme importante à l'époque – en plus de la recette des entrées,. L'habileté de Phillips à donner à cette représentation un caractère purement financier et aucunement politique paie, car les acteurs sont totalement innocentés. La semaine suivante, soit la veille de l'exécution d'Essex, ils jouent à la cour devant la reine,

### Troupe du roi
Le 19 mai 1603, la troupe passe sous le patronage du roi, Jacques Ier, et prend le nom de la troupe du roi. Sur la première patente remise à la troupe le 17 mai 1603, le nom de Phillips apparaît en quatrième position, juste après Shakespeare et Richard Burbage, la première place étant tenue par Lawrence Fletcher, un acteur ayant gagné les bonnes grâces du roi en Écosse, mais dont le nom n'apparaît plus ensuite. En tant que membre de cette troupe, Phillips apparaît sur la liste des acteurs de la pièce de Ben Jonson, Sejanus (1603), et aussi parmi les acteurs qui prennent part au couronnement du roi le 15 mars 1604, et dans la liste des acteurs du Premier Folio de 1623.

### Famille
La naissance et parfois le décès de ses enfants sont enregistrés à la paroisse de St Saviour à Southwark, puis à celle de St Bodolph d'Aldgate (en). Il habite avec sa femme, Anne, en divers endroits de Londres à proximité des théâtres où il joue, mais il rédige son testament en 1605 à Mortlake dans le comté de Surrey, où il a acheté maison et terres, à proximité du Palais de Richmond. Il y accueille en 1603 et 1604 la troupe partie en tournée en province afin d'échapper à la peste qui sévit à Londres.

### Mort
Phillips meurt entre le 4 mai 1605, date où il rédige son testament, et le 13 mai, date où sa veuve fait valoir ce document. Il lègue de l'argent ou des pièces d'or à de nombreux membres de la troupe : William Shakespeare, Henry Condell, Christopher Beeston, John Heminges, Robert Armin, Richard Burbage, etc. À son dernier apprenti, Samuel Gilburne, il laisse des vêtements de scène, ainsi qu'une dague, une épée et une basse de viole de gambe, et à un autre apprenti, James Sands, des instruments de musique : un sistre, une pandore et un luth, qui ne seront à lui qu'à la fin de sa période d'apprentissage. Ces instruments de musique montrent que Phillips était un musicien accompli, capable de jouer avec des instruments variés.
Comme Shakespeare, il s'est intéressé aux blasons, et a tenté tout simplement d'acheter celui de Lord Bardolph, nommé William Phillips, pour lequel il n'avait apparemment aucun droit. En conséquence, il est attaqué par un certain William Smith, représentant du College of Arms. Selon Lois Potter, ce pourrait être la raison pour laquelle il y a dans la pièce Henri IV deuxième partie deux personnages nommés Bardolph, un lord et un homme de main ivrogne, qui n'ont aucun lien entre eux et qui coexistent pourtant, placés sans doute là par Shakespeare en guise de plaisanterie.